# 三ヶ寺 (郡山市)

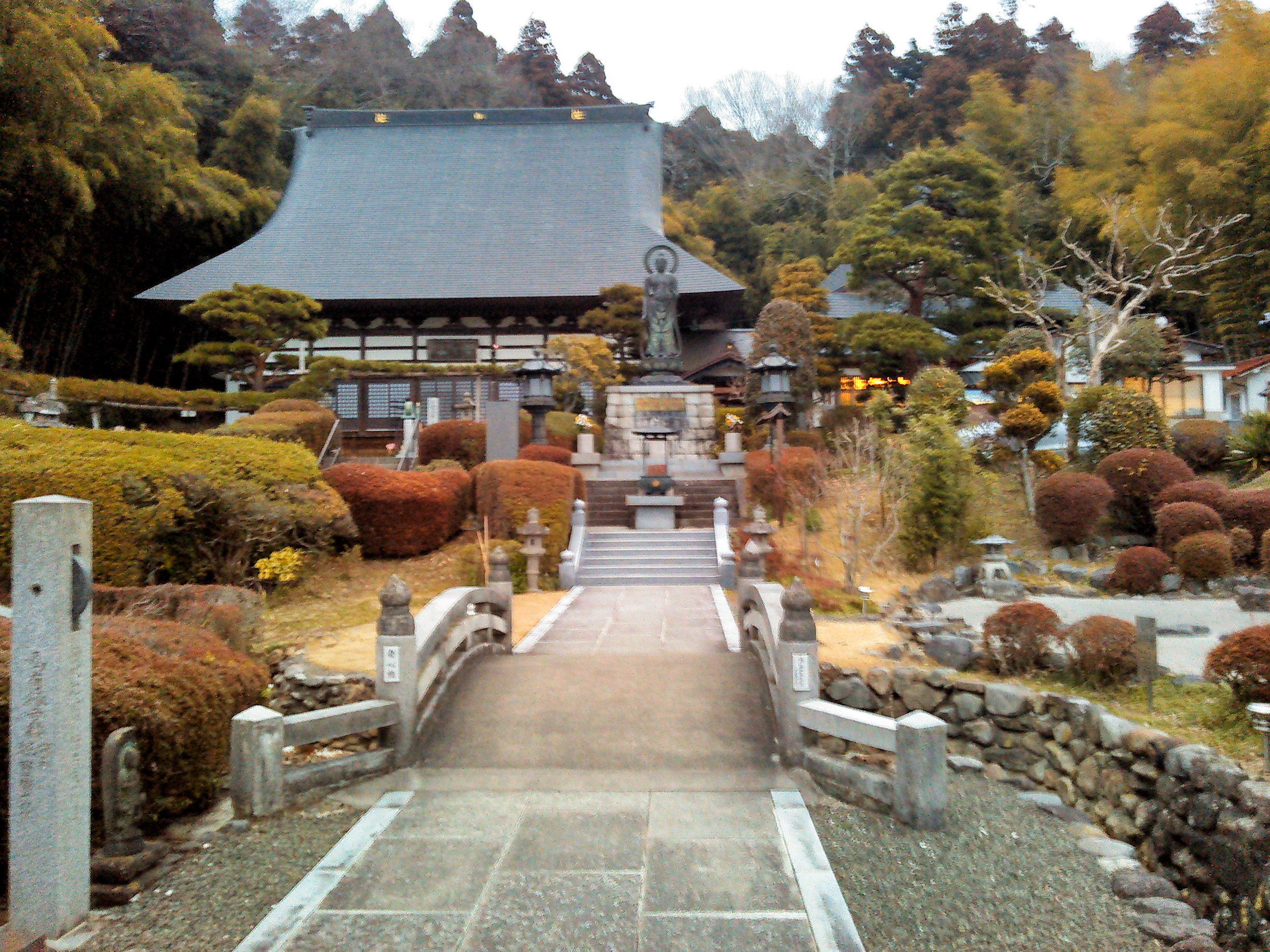
西の寺 常居寺

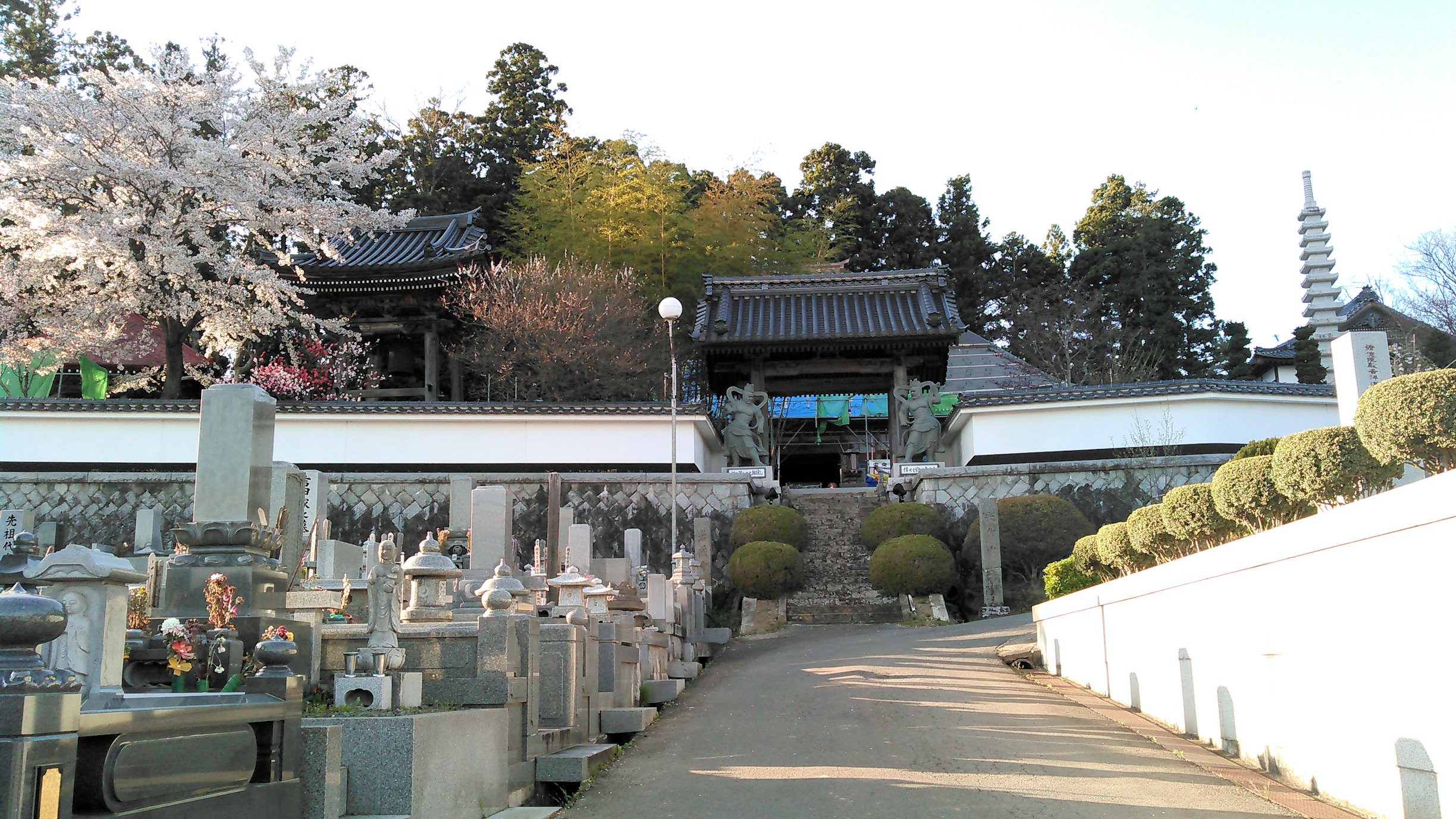
中の寺 岩蔵寺

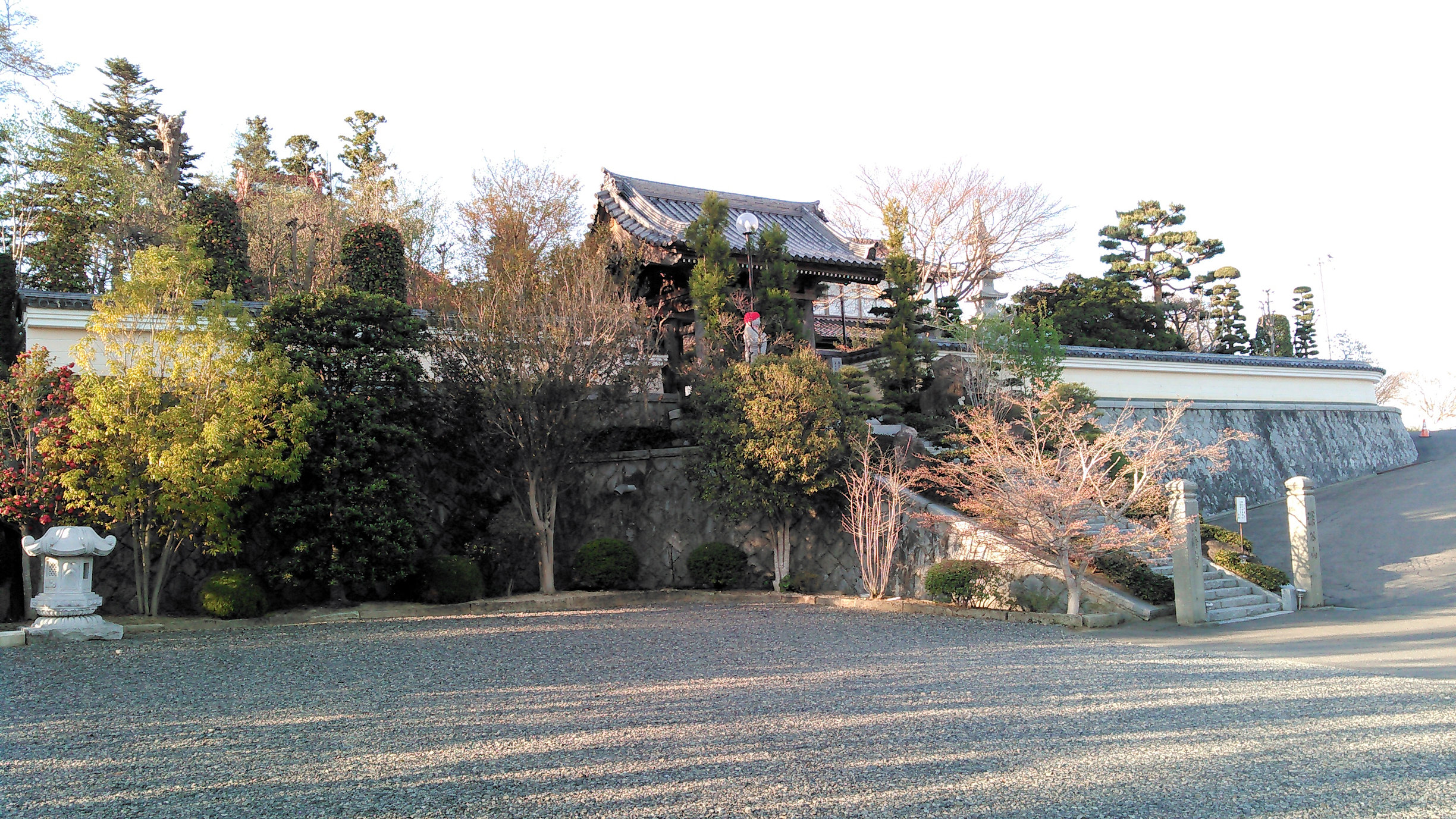
東の寺 広修寺

三ヶ寺（さんがじ）は、福島県郡山市片平町寺下に並ぶ常居寺（臨済宗）、岩蔵寺（真言宗）、広修寺（曹洞宗）の三つの寺の総称である。異なる宗派の寺が隣接して三つ並ぶ光景は全国的にも珍しいとされ、郡山市などでは観光名所として案内している。

## 概要
1500年代後半（天正年間）、この地を治めていた伊東氏（安積伊東氏）により、別々の場所にあった三つの寺が現在の地に移されて、このように三つ並ぶようになったと伝わる。
三つの寺のうち、中央に建つ岩蔵寺の木造十一面観世音菩薩立像は、郡山市指定重要有形文化財。

## 寺とその周辺
以下の三つの寺院がある。

### 常居寺
常居寺（じょうこじ）は、三ヶ寺の向かって左に位置する臨済宗の寺院。別名、西の寺。 北緯37度25分26秒 東経140度18分04秒
安積伊東氏の菩提寺であり、向かって左手奥の山には片平城主の墓が残されている他、境内には、鳴き龍がある竜宮門風の楼門、摩尼車、日本庭園などがある。また、向かって左手手前の丘には奥羽大学の解剖献体者慰霊塔が建てられており、毎年、慰霊祭が行われる。
2001年（平成13年）には、安積伊東氏の祖である伊東祐長の父であり源頼朝からこの地を与えられたとされる工藤祐経の没後808年の記念として、工藤祐経の墓が常楽観音の隣に建立された。

### 岩蔵寺
岩蔵寺（がんぞうじ）は、三ヶ寺の中央に位置する真言宗の寺院。別名、中の寺。 北緯37度25分26秒 東経140度18分9.5秒
所蔵する木造十一面観世音菩薩立像は別名「甘酒観音」として崇拝されており、1968年（昭和43年）には郡山市指定重要有形文化財に指定された。

### 広修寺
広修寺（こうしゅうじ）は、三ヶ寺の向かって右に位置する曹洞宗の寺院。別名、東の寺。 北緯37度25分26秒 東経140度18分12秒
市内を見下ろす丘の上に建っており、秋には美しい紅葉が見られる日本庭園などがあることから「モミジ寺」とも呼ばれる。

### 周辺
- 王宮伊豆神社 - 伊東祐長により伊豆、箱根、三嶋の三神を勧請 北緯37度24分58秒 東経140度17分49.5秒
- 片平城跡 - 源頼朝からこの地を与えられた工藤祐経の子孫、安積伊東氏などの居城跡 北緯37度25分14秒 東経140度18分1秒
- 山ノ井農村公園 - 郡山うねめまつりの元となった「采女伝説」の舞台 北緯37度25分20秒 東経140度17分45秒

## 交通アクセス
- JR東日本郡山駅8番バス乗り場より河内行バスで「片平行政センター」下車、徒歩10分
- 東北自動車道郡山ICから車で10分